# Берлин (Шлезвиг-Гольштейн)
Берлин — немецкая деревня в муниципалитете Зедорф, в районе Зегеберг, Шлезвиг-Гольштейн. С населением в 500 жителей в 2008 году это самый населенный посёлок муниципалитета.

## История
Впервые упоминается в 1215 году. Посёлок считается старейшим «Берлином» в мире.

## География
Берлин расположен в природном парке «Holsteinische Schweiz» (Гольштейнская Швейцария), не очень далеко от озера Зеекамп. Посёлок располагается в 48 км от Киля, 51 км от Любека, 86 км от Гамбурга и 357 км от Берлина.

## Туризм
Благодаря своему имени, «Маленький Берлин» является известным туристическим местом. Несколько названий площадей, улиц и зданий идентичны столичным, такие как Потсдамская площадь, Потсдамер штрассе, Курфюрстендамм, Унтер-ден-Линден, Вильмерсдорфер штрассе, Лихтерфельде, Уландштрасе и Хеерштрассе. На Потсдамской площади находится камень, установленный там 18 июня 1964 года, с миниатюрой, представляющей медведя (символ столицы), и с надписью «БЕРЛИН 357 км Берлин».

## Галерея

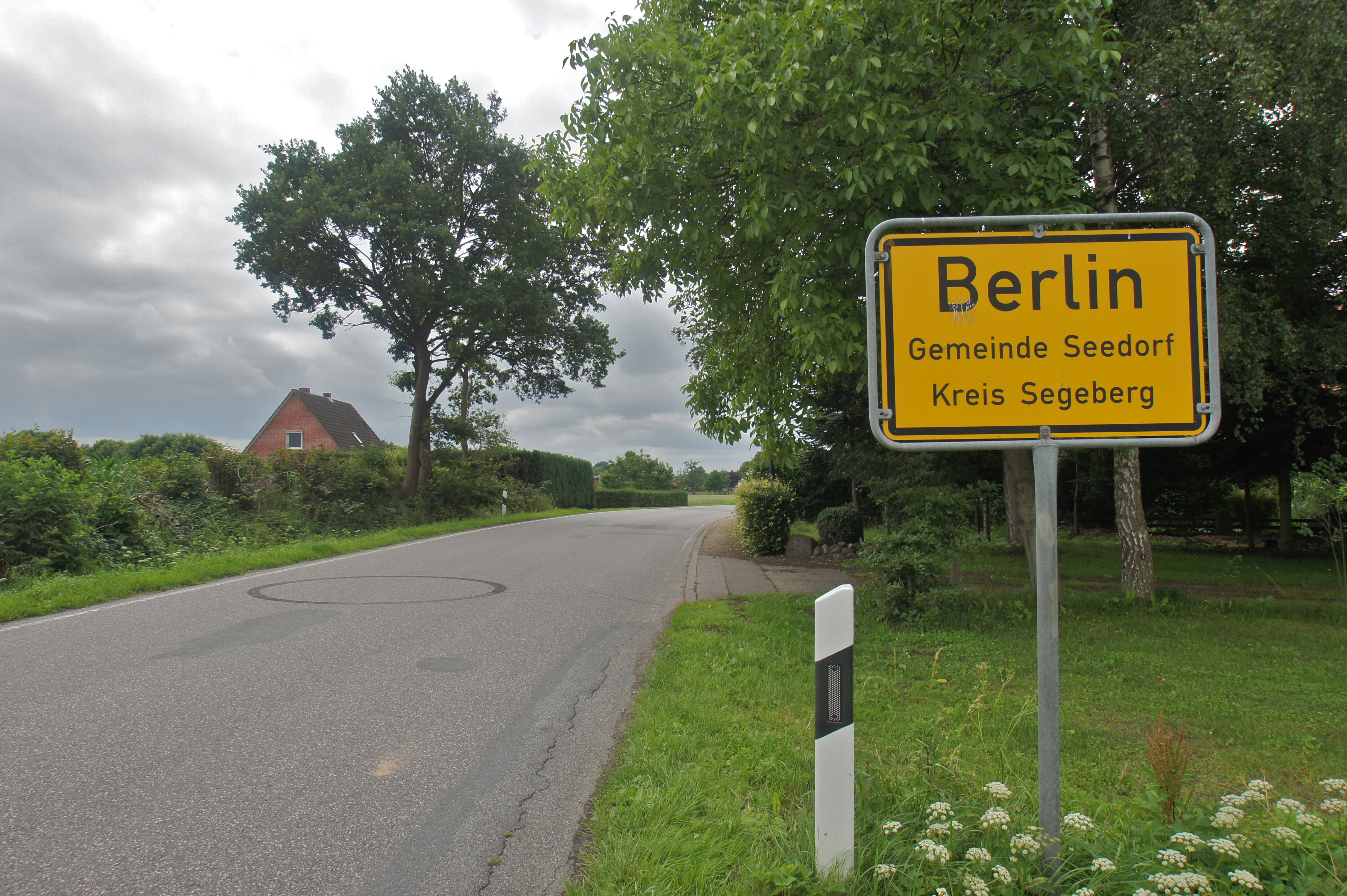
Въезд в деревню
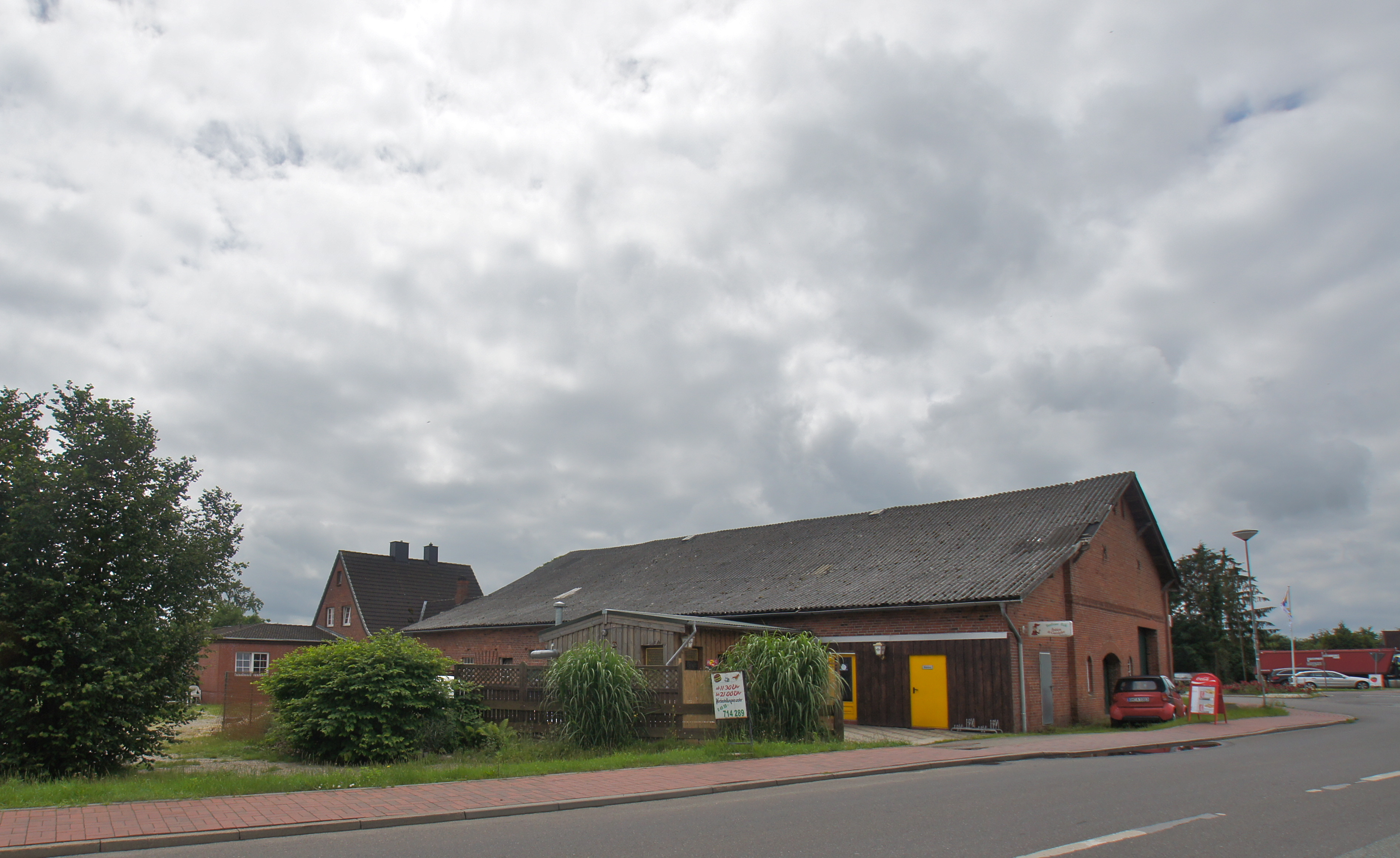
Паб Berliner Eck
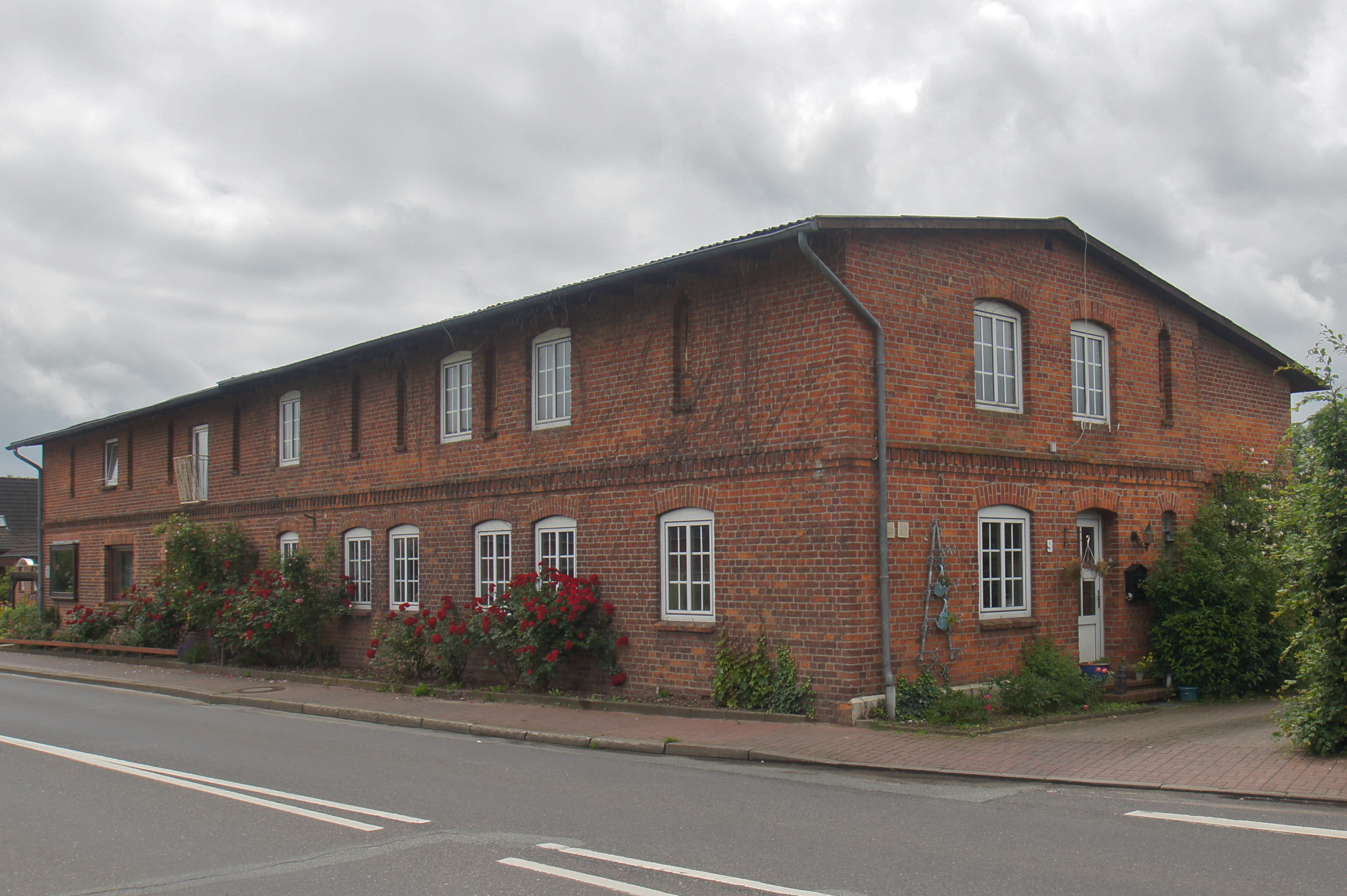
Пожарная станция

## Известные уроженцы
- Джонс, Эрнест Чарльз (1819—1869), английский поэт, публицист, литературный критик.